# Kvalspelet till Elitserien i handboll för herrar 2006/2007
Kvalspelet till Elitserien i handboll för herrar 2006/2007 bestod av två omgångar, ett "Semi off" och ett "Direkt off". I Semi off deltog vinnarna av båda vårserierna av Division 1 samt lag 3 och 4 från Allsvenskan. De två vinnarna gick vidare till Direkt off där de mötte lag 11 och 12 från Elitserien. De båda elitserielagen (Alingsås HK och IK Heim) behöll sina platser i den högsta serien.

## Semi off
| Datum                                 | Match               | Resultat |
| ------------------------------------- | ------------------- | -------- |
| IVH Västerås - IF Hallby HK (48–55)   |                     |          |
| 22 mars 2006                          | Västerås - Hallby   | 27–27    |
| 26 mars 2006                          | Hallby - Västerås   | 28–21    |
| OV Helsingborg HK - IFK Malmö (65–63) |                     |          |
| 22 mars 2006                          | Helsingborg - Malmö | 27–29    |
| 26 mars 2006                          | Malmö - Helsingborg | 34–38    |

## Direkt off
| Datum                                       | Match              | Resultat |
| ------------------------------------------- | ------------------ | -------- |
| Alingsås HK - IF Hallby HK (2–0 i matcher)  |                    |          |
| 2 april 2006                                | Alingsås - Hallby  | 30–18    |
| 5 april 2006                                | Hallby - Alingsås  | 23–27    |
| IK Heim - OV Helsingborg HK (2–1 i matcher) |                    |          |
| 2 april 2006                                | Heim - Helsingborg | 27–25    |
| 5 april 2006                                | Helsingborg - Heim | 24–23    |
| 9 april 2006                                | Heim - Helsingborg | 33–25    |